# 趙相紀
趙相紀（韓語：조상기，1975年2月18日—），韓國男演員。

## 演出作品

### 電視劇
- 1998年：SBS《我心蕩漾》
- 2001年：SBS《鋼琴》
- 2002年：SBS《野人時代》
- 2003年：SBS《興夫家葫蘆開了》
- 2005年：SBS《餅乾老師星星糖》
- 2005年：MBC《第5共和國》
- 2005年：SBS《香港特急》飾演 金秘書
- 2007年：OCN《職場戀愛史》
- 2007年：SBS《錢的戰爭》
- 2008年：SBS《一枝梅》
- 2009年：OCN《丁若鏞》
- 2010年：MBC《Pasta》飾演 鄭浩南
- 2010年：KBS《逃亡者Plan.B》
- 2010年：tvN《不可思議愛上你》
- 2011年：MBC《Royal Family》飾演 詹姆士狄恩
- 2011年：MBC《階伯》
- 2012年：MBC《黃金時刻》飾演 朴成振
- 2013年：MBC《韓國小姐》飾演 金康植
- 2014年：MBC《Drama Festival - 粗縫》
- 2021年：SBS《Penthouse 2》
- 2022年：KBS《太宗李芳遠》
- 2022年：TVING《怪異》
- 2023年：KBS《高麗契丹戰爭》飾演 卓思政
- 2024年：MBC《加州汽車旅館》飾演 穆室長

### 電影
- 1996年：《瘋自王》
- 2003年：《戀戀春熊？》
- 2006年：《不小心搞大了》
- 2007年：《絕配羅曼史》
- 2007年：《野蠻黑道拗飯店》
- 2009年：《花心少爺俏冤家》
- 2010年：《注文津》
- 2016年：《分瓶》飾演 金項鍊
- 2020年：《說唱藝人》飾演 南境仙人（友情出演）
- 2020年：《SWAG》飾演 馬室長（特別出演）

### MV
- 2002年：MRJ《Feel So Good》
- 2003年：Rich《只能說愛你》
- 2003年：任昌丁《一盅燒酒》

## 外部連結
- NAVER